# Comuna Podvelka
Podvelka (Občina Podvelka) este o comună din Slovenia, cu o populație de 2.709 locuitori (2002).

## Localități
Brezno, Janževski Vrh, Javnik, Kozji Vrh, Lehen na Pohorju, Ožbalt, Podvelka, Rdeči Breg, Spodnja Kapla, Vurmat in Zgornja Kapla.